# Армандо Пьоти
Армандо Гонсалвеш Тейшейра-Пьотѝ (на португалски: Armando Gonçalves Teixeira-Petit, Пьоти на френски) е португалски футболист. От 1998 до 2000 се състезава за отбора на ФК Жил Висенте. За отбора е играл 30 мача и е вкарал 4 гола. От 2000 до 2002 за отбора на Боавища. С отбора играе 51 мача и вкарва 7 гола. От 2002 г. защитава тима на Бенфика и има 107 мача с отбелязани 7 гола.

## Национален отбор
С националния отбор на Португалия има изиграни 50 мача и вкарани 4 гола.